# Teratophthalma semivitrea
Teratophthalma semivitrea är en fjärilsart som beskrevs av Adalbert Seitz 1913. Teratophthalma semivitrea ingår i släktet Teratophthalma och familjen Riodinidae. Inga underarter finns listade i Catalogue of Life.